# Big Big Train
Big Big Train ist eine britische Retro-Prog-Band, die 1990 von Mitgliedern der Band Arcshine gegründet wurde und in wechselnden Besetzungen – mit Gregory Spawton als festem Kern – bisher achtzehn Studioalben und vier EPs veröffentlicht hat.

## Geschichte

### 1987 bis 1994
Andy Poole, der zu dieser Zeit mit Ian Cooper gemeinsam in der Band Arcshine spielte, traf im Jahr 1987 auf Gregory Spawton, der seine Band Equus drei Jahre zuvor wegen seines Studiums verlassen hatte, und sie entdeckten, dass sie die Vorliebe für Progressive-Rock-Bands wie Van der Graaf Generator und IQ teilten. Bald begannen sie, einige Demostücke aufzunehmen, und gründeten nach der Auflösung von Arcshine mit Ian Cooper zusammen im Jahr 1990 schließlich Big Big Train. Schlagzeuger Steve Hughes und Sänger Martin Read folgten wenig später. Im Oktober 1991 nahm das Quintett ein 8-Spur-Demoband auf, das unter dem Namen From the River to the Sea 1992 neu aufgenommen und auf CD veröffentlicht wurde. Im Folgejahr veröffentlichte die Band ihre zweite Demoaufnahme The Infant Hercules und 1994 schließlich das noch 1993 in zwei Wochen aufgenommene Debütalbum Goodbye to the Age Of Steam, dem bald ein Plattenvertrag mit der Progressive-Rock-nahen Plattenfirma GEP folgte.

### 1995 bis 2002
Aus familiären Gründen stieg wenig später Keyboarder und Gründungsmitglied Ian Cooper aus, als Nachfolger stieg während der Aufnahmen zum zweiten Album English Boy Wonders Tony Müller ein. English Boy Wonders wurde schließlich 1997 veröffentlicht. Im September 1998 verließ Steve Hughes die Band, um mit The Enid zu spielen, und wurde von Pete Hibbit ersetzt. Nach einigen Konzerten in dieser Besetzung beendete GEP die Zusammenarbeit mit der Band. Zu zweit arbeiteten Andy Poole und Gregory Spawton anschließend an weiteren Stücken und beschlossen schließlich, um unabhängiger zu sein, ein eigenes Tonstudio zu errichten und gemeinsam mit wechselnden Mitmusikern die Stücke in Eigenregie aufzunehmen. Im Februar 2002 wurde das resultierende Album Bard beim inzwischen selbstgegründeten Label Treefrog veröffentlicht. Etwa zur gleichen Zeit trat Steve Hughes erneut Big Big Train bei, da The Enid vorerst pausierte, und auch Ian Cooper wurde wieder Mitglied der Band.

### 2003 bis 2008
Mit dem neuen Sänger Sean Filkins, der inzwischen Tony Müller ersetzt hatte, folgte im März 2004 das vierte Studioalbum Gathering Speed, das als Konzeptalbum aufgebaut war und auf dem erstmals Postrock-Einflüsse zu hören waren. Erneut ohne Ian Cooper begann anschließend die Arbeit am folgenden Album The Difference Machine. Das eigene Label Treefrog wurde in English Electric Recordings umbenannt. Über Rob Aubrey, der alle BBT-Alben mixte und unter anderem auch für Transatlantic arbeitete, bekam die Band Kontakt zu Pete Trewavas (Marillion), Dave Meros (Spock’s Beard) und Nick D’Virgilio (Spock’s Beard, Genesis, Tears for Fears), die dann als Gastmusiker auf dem Album The Difference Machine mitwirkten, welches am 30. August 2007 veröffentlicht wurde. Eine überarbeitete Version des Albums English Boy Wonders folgte am 1. Dezember 2008.

### Seit 2009
Im Februar 2009 gab Gregory Spawton bekannt, dass Sean Filkins und Steve Hughes durch David Longdon und Nick D’Virgilio ersetzt wurden; beide hatten bereits für Genesis’ letztes Album Calling All Stations zusammengearbeitet (Longdon war bis zuletzt im Wettbewerb als Ersatz für Phil Collins, letztlich entschieden sich Banks und Rutherford jedoch für Ray Wilson als neuen Sänger, da Longdons Stimme der von Collins zu ähnlich klang und die neuen Genesis anders klingen sollten). Seit August 2009 gehört auch Dave Gregory (ehemals XTC) zur Band. In dieser Besetzung wurde das Album The Underfall Yard aufgenommen und am 15. Dezember 2009 veröffentlicht, es bekam weithin positive Kritiken; die Kritiker wiesen auch hier auf die oft kuriose Ähnlichkeit von Longdons Stimme mit der von Phil Collins in den 70er Jahren hin, als dieser Peter Gabriel bei Genesis ablöste. Im Jahr 2010 wurde die EP Far Skies Deep Time veröffentlicht. Das nächste Album English Electric wurde ein „geteiltes“ Doppelalbum: Der erste Teil wurde am 3. September 2012 veröffentlicht, der zweite folgte am 4. März 2013. Im Januar 2013 verkündete Big Big Train, das Danny Manners (Keyboard, Kontrabass) festes Bandmitglied ist. Danny Manners hatte schon auf Far Skies Deep Time ausgeholfen und bei der Arbeit zu English Electric Part One war er auch schon kompositorisch tätig geworden. Darüber hinaus ist Station Masters in Planung, eine CD die Stücke der älteren Alben beinhalten soll – jedoch komplett neu eingespielt von der aktuellen Besetzung. Am 13. Juli 2018 spielten Big Big Train zum ersten Mal in ihrer 28-jährigen Bandgeschichte auf dem europäischen Festland. Anlass war ein Auftritt beim 13. Night of the Prog-Festival auf der Loreley. Am 1. Januar 2018 gab Mitgründer Andy Poole auf der Band-Website überraschend seinen Ausstieg bekannt. Für die bevorstehenden Konzerte ist mit Robin Armstrong (Cosmograf) bereits Ersatz gefunden worden; die Band macht nun offiziell als Septett weiter.
David Longdon starb am 20. November 2021 an den Folgen eines Unfalls. Im Frühjahr 2022 wurde Alberto Bravin neuer Lead-Sänger.

## Stil
Die Musikrichtung von Big Big Train hat sich seit der Gründung von Neo-Prog mit Indie-Pop-Elementen, ähnlich Bands wie Jadis, zu Retro-Prog mit Einflüssen von Van der Graaf Generator, Genesis und Yes, aber auch King Crimson, Steve Hackett und Sigur Rós entwickelt.

## Diskografie

### Studioalben
- 1994: Goodbye to the Age of Steam
- 1997: English Boy Wonders
- 2002: Bard
- 2004: Gathering Speed
- 2007: The Difference Machine
- 2009: The Underfall Yard
- 2012: English Electric Part One
- 2013: English Electric Part Two
- 2013: English Electric: Full Power (enthält English Electric Part One + Two + 4 Titel der EP Make Some Noise)
- 2016: Folklore
- 2017: Grimspound
- 2017: The Second Brightest Star
- 2019: Grand Tour
- 2020: Summer’s Lease (Kompilation)
- 2021: The Underfall Yard (Remix der Aufnahmen von 2009)
- 2021: Common Ground
- 2022: Welcome to the Planet
- 2023: Ingenious Devices
- 2024: The likes of us

### Livealben
- 2016: Stone and Steel
- 2016: A Stone’s Throw from the Line
- 2018: Merchants of Light
- 2020: Empire
- 2023: Summer Shall Not Fade
- 2024: A Flare on the Lens

### EPs
- 2010: Far Skies Deep Time
- 2013: Make Some Noise
- 2015: Wassail
- 2018: Swan Hunter

### Demoalben
- 1991: From the River to the Sea (Neuaufnahme und Veröffentlichung 1992)
- 1993: The Infant Hercules

## Trivia
Gregory Spawtons Großvater und seine Onkel arbeiteten alle bei der Eisenbahn. Einer davon kaufte Greg ein Spielzeugeisenbahnset namens „Big Big Train“. Gregs Bruder war Trommler in einer New-Wave-Band, die nach diesem Set benannt wurde. Nach Auflösung der Band des Bruders behielt Greg den Namen im Gedächtnis und nutzte ihn schließlich für seine Band erneut.